# エマニュエル・ルパージュ
エマニュエル・ルパージュ（Emmanuel Lepage、1966年9月29日 - ）は、フランスのバンド・デシネ作家(漫画家)である。

## 来歴
児童向け漫画雑誌「スピルー」の作画家として活躍していたジャン＝クロード・フルニエより作画の手ほどきを受けた後、1983年に自費出版作品『世界の終わりは起きるのか』(La Fin du Monde aura-t-elle Lieu?)を発表。1986年に週刊紙にて連載された『ケルヴィン』で、バンド・デシネ作家としてデビュー。1991年にグレナ社より発表した『ネヴェ』で一般読者の注目を集め、1999年にデュピュイ社より発表された『悪無き大地』で人気作家としての地位を確立した。アマゾンの奥地に住む原住民族と女性記者の交流を描いた同作は2000年にBD書店賞を受賞している。その後2004年に発表された、中米ニカラグアの小村の住民たちによる革命に巻き込まれる少年の成長を描いた作品『ムチャチョ』は彼の代表作となる。2008年には妻のソフィー・ミシェルと共に、夫妻初めての共作『少女たちよ』を発表。2011年には南極地域にある諸島への旅を描いた旅行記『悲嘆の島々への旅』、2012年には原発事故の現場となったチェルノブイリでの滞在経験を基にしたルポルタージュ作品『チェルノブイリの春』をフュチュロポリス社より発表。同年には『ムチャチョ』が第16回文化庁メディア芸術祭マンガ部門において優秀賞を受賞した
。

## 作品
※特記が無い限りルパージュ単独名義

### シリーズ
- ケルヴィン(Kelvinn、1987年～1988年、全2巻)
  - 緑の脅威(La Menace Verte、1987年)
  - 異邦人(L'Étranger、1988年)
- 使者(L'Envoyé、ユゲット・カリエール原作、1990年～1991年、全2巻)
  - マレトールの呪い(Les Maudits à Maletor、1990年)
  - 生ける黄金の像(La Statue d'Or Vivant、1991年)
- ネヴェ(Névé、ディエテル作、1991年～1998年、全5巻)
  - 青い目(Bleu Regard、1991年)
  - 緑のソレ(Vert Solèy、1992年)
  - 赤い情熱(Rouge Passion、1994年)
  - 白いネパール(Blanc Népal、1996年)
  - 黒い欲望(Noirs Désirs、1998年)
- 旅の断片(Fragments d'un Voyage、ニコラ・ミシェル作、2003年、全2巻)
  - ブラジル(Brésil)
  - アメリカ(America)
- ムチャチョ(Muchacho、2004年～2012年、全2巻) ※題名はスペイン語で「坊や」の意味。
- 少女たちよ(Oh les Filles!、ソフィー・ミシェル作、2008年～2009年、全2巻)

### 単巻
- 交渉の秘密(Les Secrets d'une Négociation、フランソワ・コルテジャーニ作、1997年)
- 悪無き大地[3](La Terre sans Mal、アンヌ・シブラン作、1999年)
- アレックス・クレマンが死んだ(Alex Clément est Mort、デルフィーヌ・リュー作、2000年)
- 悲嘆の島々への旅(Voyage aux Îles de la Désolation、2011年)
- チェルノブイリの春(Un Primtemps à Tchernobyl、2012年)
- 月は白く(La Lune est Blanche、フランソワ・ルパージュ写真、2014年)

## 日本での出版
- 『ムチャチョ―ある少年の革命』(大西愛子訳、飛鳥新社、2012年4月、ISBN 4864101590)
- 『チェルノブイリの春』(大西愛子訳、明石書店、2014年5月、ISBN 4750339938)